# Könyvelő (foglalkozás)
A könyvelő olyan  számvitelhez és pénzügyekhez értő személy, aki egy szervezet könyveléséért felelős. A könyvelő megbízói lehetnek magánszemélyek, kisebb és nagyobb vállalatok, nonprofit szervezetek. 
Mint foglalkozás, két alapvető feladatkört fog át:
1. FEOR-08-4121: Könyvelő (analitikus) és
2. FEOR-08-2513: Könyvvizsgáló, könyvelő, könyvszakértő.

## Az analitikus könyvelő
Könyvviteli feladatokat lát el, számítási és adatbeviteli és adatellenőrzési feladatokat végez a számviteli nyilvántartásokhoz felhasznált elsődleges pénzügyi adatok összegyűjtése érdekében.

### Feladatai
- Analitikus könyvelés (anyagkönyvelés, termelés és értékesítés könyvelése, tárgyieszköz-nyilvántartás) előkészítése, kontírozás, analitikus számla és napló vezetése, időszak végén feladások (összesítések) végzése;
- ellenőrző és összesítő kimutatások készítése, havi zárási feladatok előkészítése, zárótételek kontírozása, könyvelése;
- részvétel az eredménykimutatás és a mérleg elkészítésében;
- bizonylati renddel kapcsolatos feladatok végzése;
- az adatok, a könyvelés és a dokumentumok ellenőrzése a bevitt adatok megfelelősége, matematikai pontossága és megfelelő kódolása  szempontjából;
- számviteli szoftverrel rendelkező számítógépeken információk rögzítése, tárolása és elemzése;
- készpénz-bevételekkel, kiadásokkal, kötelezettségekkel és követelésekkel, nyereséggel és veszteséggel kapcsolatos statisztikai, pénzügyi, számviteli vagy könyvvizsgálati jelentések és táblázatok összeállítása.

### Jellemző munkakörök
- Analitikus könyvelő
- Analitikus nyilvántartó
- Anyagkönyvelő
- Banki könyvelő
- Díjkönyvelő
- Folyószámla könyvelő
- Forgalmi könyvelő
- Gépkönyvelő
- Készletkönyvelő
- Kontírozó könyvelő
- Könyvelői adminisztrátor
- Leíró könyvelő

## 2513 Könyvvizsgáló, könyvelő, könyvszakértő
Számviteli rendszerek tervezésével, szervezésével és kezelésével foglalkozik, megvizsgálja és elemzi az egyes gazdálkodó szervezetek, illetve az egyének számvitelét, éves beszámolóit, a vizsgálat eredményéről írásbeli jelentést, illetve szakértői tanulmányt készít. 

## Feladatai
- a mérleg, az eredménykimutatás és a kiegészítő melléklet megbízhatóságának, szabályszerűségének vizsgálata, a mérleg hitelesítése a törvény és a társasági szerződés (alapszabály) betartásának ellenőrzése, az éves beszámoló véleményezése;
- a konszolidált (összevont) éves beszámoló vizsgálata, ellenőrzése;
- átalakuló vállalatok átalakulási vagyonmérlegének ellenőrzése, az értékelés vizsgálata;
- üzleti, illetve cégérték számítások vizsgálata, ellenőrzése, véleményezése, hitelesítése;
- költségvetési, könyvelés-ellenőrzési és egyéb számviteli politikákkal és rendszerekkel kapcsolatos tanácsadás, illetve e rendszerek tervezése és bevezetése;
- pénzügyi beszámolók készítése és hitelesítése a vezetőség, a tulajdonosok, illetve a törvényben előírt, és egyéb szervek számára;
- nyereség-előrejelzések és költségvetések, illetve az azokról szóló beszámolók elkészítése;
- számviteli és könyvelési nyilvántartások felülvizsgálata;
- vizsgálatok elvégzése és a vezetőség tájékoztatása a munkatermelékenységgel, készletekkel, értékesítéssel, új termékekkel stb. kapcsolatos pénzügyi szempontokat illetően;
- a termékek és szolgáltatások fajlagos költségének meghatározására szolgáló rendszer kialakítása és ellenőrzése.

## Jellemző munkakörök
- Auditor (könyvvizsgáló)
- Csődeljáró
- Felszámoló
- Hites könyvvizsgáló
- Igazságügyi könyvszakértő
- Mérlegauditáló
- Számvevő